# La Mesa, Nogales
La Mesa är en ort i Mexiko.   Den ligger i kommunen Nogales och delstaten Sonora, i den nordvästra delen av landet, 1 800 km nordväst om huvudstaden Mexico City. La Mesa ligger 1 182 meter över havet och antalet invånare är 2 996.
Terrängen runt La Mesa är varierad. La Mesa ligger nere i en dal. Runt La Mesa är det ganska tätbefolkat, med 134 invånare per kvadratkilometer. Närmaste större samhälle är Nogales, 16,8 km norr om La Mesa. Omgivningarna runt La Mesa är i huvudsak ett öppet busklandskap.